# Добрилево
Добрилево (пол. Dobrylewo, нім. Gutenwerder) — село в Польщі, у гміні Жнін Жнінського повіту Куявсько-Поморського воєводства.
Населення — 149 осіб (2011).
У 1975-1998 роках село належало до Бидгощського воєводства.

## Демографія
Демографічна структура станом на 31 березня 2011 року:
|          | Загалом | Допрацездатний вік | Працездатний вік | Постпрацездатний вік |
| -------- | ------- | ------------------ | ---------------- | -------------------- |
| Чоловіки | 81      | 18                 | 55               | 8                    |
| Жінки    | 68      | 10                 | 44               | 14                   |
| Разом    | 149     | 28                 | 99               | 22                   |